# Frank A. Montaño
Frank A. Montaño é um sonoplasta estadunidense. Sua filmografia coleciona mais de 145 filmes e, por seu trabalho como engenheiro de som, já foi indicado ao Oscar de melhor mixagem de som em oito ocasiões, mas não conquistou nenhuma estatueta.

## Filmografia
- Under Siege (1992)[2]
- The Fugitive (1993)[3]
- Clear and Present Danger (1994)[4]
- Batman Forever (1995)[5]
- Wanted (2008)[6]
- Birdman or (The Unexpected Virtue of Ignorance) (2014) [7]
- Unbroken (2014)[7]
- The Revenant (2015)[8]